# 1. FC Slovácko
1. FC Slovácko is een Tsjechische voetbalclub uit de stad Uherské Hradiště.

## Geschiedenis
In 2000 fuseerden FC Synot uit de stad Staré Město en FC SYNOT Slovácká Slavia Uherské Hradiště met het doel eersteklassevoetbal te brengen in de regio. FC Synot promoveerde net naar de hoogste klasse terwijl Slovácká Slavia naar de 3de klasse promoveerde. De nieuwe club heette 1. FC Synot en werd elfde in het eerste seizoen in de Gambrinus liga, de club speelde al enkele malen de Intertoto Cup en bekampte clubs als Universitatea Craiova, Stade Rennais, OFK Belgrado en VfL Wolfsburg. De club speelde in het Stadion Širuch in Staré Město en verhuisde op 12 oktober 2003 naar het nieuwe stadion in Uherské Hradiště dat werd ingewijd met een gala-wedstrijd tegen Borussia Mönchengladbach.
2003/04 was een goed seizoen voor de club, maar dat kwam ook alleen maar door omkoping, de holding SYNOT trok zich hierop terug uit de club en de naam werd veranderd in 1. FC Slovácko (Slovácko is de naam van de regio waarin de steden Uherské Hradiště en Staré Město gelegen zijn). De club startte in 2004/05 met twaalf punten achterstand in de competitie als straf maar kon degradatie probleemloos voorkomen, tevens werd in het bekertoernooi de finale bereikt welke met 1-2 werd verloren van FC Baník Ostrava. In 2006/07 was de club minder succesvol en degradeerde naar de tweede klasse. In 2009 werd voor de tweede keer de bekerfinale bereikt, ditmaal werd met 0-1 verloren van FK Teplice. Ondanks een tiende plaats in de 2de klasse promoveerde de club naar de Gambrinus liga omdat andere clubs geen licentie kregen.

## Erelijst
| Nationaal tot 1993              |    |                  |
| Finalist van Beker van Tsjechië | 1× | 1989/90*         |
| Nationaal sinds 1993            |    |                  |
| Winnaar van Beker van Tsjechië  | 1× | 2021/22          |
| Finalist van Beker van Tsjechië | 2× | 2004/05, 2008/09 |

*1989/90 als TJ Slovácká Slavia Uherské Hradiště

## Eindklasseringen vanaf 1994 (grafiek)
| 6 |

| 4 |

| 4 |

| 1 |

| 4 |

| 3 |

| 1 |

| 11 |

| 11 |

| 8 |

| 5 |

| 13 |

| 7 |

| 16 |

| 5 |

| 10 |

| 14 |

| 12 |

| 7 |

| 9 |

| 6 |

| 9 |

| 8 |

| 12 |

| 12 |

| 11 |

| 9 |

| 4 |

| 4 |

| 5 |

| 6 |

| 13 |

| Fortuna liga | Fotbalová národní liga | ČFL / MSFL |

## 1. FC Slovácko in Europa
1. FC Slovácko speelt sinds 2001 in diverse Europese competities. Hieronder staan de competities en in welke seizoenen de club deelnam:
- Europa League (1×)

2022/23
- Conference League (2×)

2021/22, 2022/23
- Intertoto Cup (3×)

2001, 2002, 2003

## Verbonden aan 1. FC Slovácko

### Trainers
- Ladislav Molnár

### Bekende (oud-)spelers
| - Rigino Cicilia - Juraj Czinege - Radek Görner - Csaba Horváth - Michal Kadlec - Daniel Kolář | - Ilija Nestorovski - Michal Ordoš - Milan Petržela - Václav Procházka - Jan Rajnoch - Jiří Skalák | - Ondřej Smetana - Michal Trávník - Benjamin Tetteh - Vít Valenta - Lukáš Zelenka |

## Vrouwen
De vrouwenafdeling van de club, 1. FC Slovácko ženy, speelt in de I. liga žen.

### In Europa
| Seizoen | Competitie                    | Ronde    | Land                 | Club                  | Uitslagen |
| ------- | ----------------------------- | -------- | -------------------- | --------------------- | --------- |
| 2021/22 | UEFA Women's Champions League | 1e VR HF | Vlag van Frankrijk   | Girondins de Bordeaux | 1-2       |
|         | toernooi in Kristianstad      | 1e VR TF | Vlag van Denemarken  | Brøndby IF            | 1-2       |
| 2022/23 | UEFA Women's Champions League | 1e VR HF | Vlag van Wit-Rusland | FK Minsk              | 1-2       |
|         | toernooi in Trondheim         | 1e VR TF | Vlag van IJsland     | Breiðablik Kópavogur  | 0-3       |
| 2023/24 | UEFA Women's Champions League | 1e VR HR | Vlag van Duitsland   | Eintracht Frankfurt   | 0-1       |
|         | toernooi in Frankfurt am Main | 1e VR TF | Vlag van Kazachstan  | Oqjetpes Kökşetaw     | 3-0       |